# 1875年4月6日日食
1875年4月6日日食为一次在协调世界时1875年4月6日出現的日全食。該次日食食分為1.0547，食甚維持4分37秒。

## 概述
這次日食的食分是1.0547，全食維持4分37秒。

## 基本參數
- 類型：日全食
- 食甚資料：
  - 日期：1875年4月6日
  - 時間：6時37分26秒
  - 地點：0S 85E
  - 食分：1.0547
  - 日全食持續時間：4分37秒

## 外部連結
- NASA日食專頁（页面存档备份，存于）（英文）